# Chiesa di Cristo Operaio e Nostra Signora di Lourdes
La chiesa di Cristo Operaio è una chiesa cattolica sita al km 164 della statale 11, ad Atlántida, nella provincia di Canelones, in Uruguay. È stata completata nel 1960. Dal luglio 2021 è entrata a far parte dei siti patrimonio dell'umanità dell'UNESCO sotto il titolo: Opera dell'ingegnere Eladio Dieste: chiesa di Atlantida.

## Storia
Fu progettata dall'ingegnere uruguaiano Eladio Dieste nel 1952 e costruita tra il 1952 e il 1959. Si tratta di una costruzione con pareti e tetti ondulati, realizzata completamente in mattoni faccia vista, senza pilastri né travi. Ha  una torre alta 15 metri con pareti scalate. All'interno c'è un Cristo scolpito in legno realizzato dallo scultore Eduardo Díaz Yepes e un altare costituito da un blocco di granito verde grezzo. Questa costruzione fa parte del patrimonio storico nazionale dell'Uruguay.
In 1998 è stata inaugurata la chiesa della Sacra Famiglia, una replica, su scala, della chiesa di Atlántida nella città spagnola di Torrejón de Ardoz.
Nell'agosto del 2016, è stata selezionata dalla, Fondazione Getty (organizzazione statunitense), e ha ricevuto una donazione di 150.000 dollari per realizzare uno studio esaustivo e il programma è stato completato nel giugno del 2017.

## Proposta e strategia costruttiva

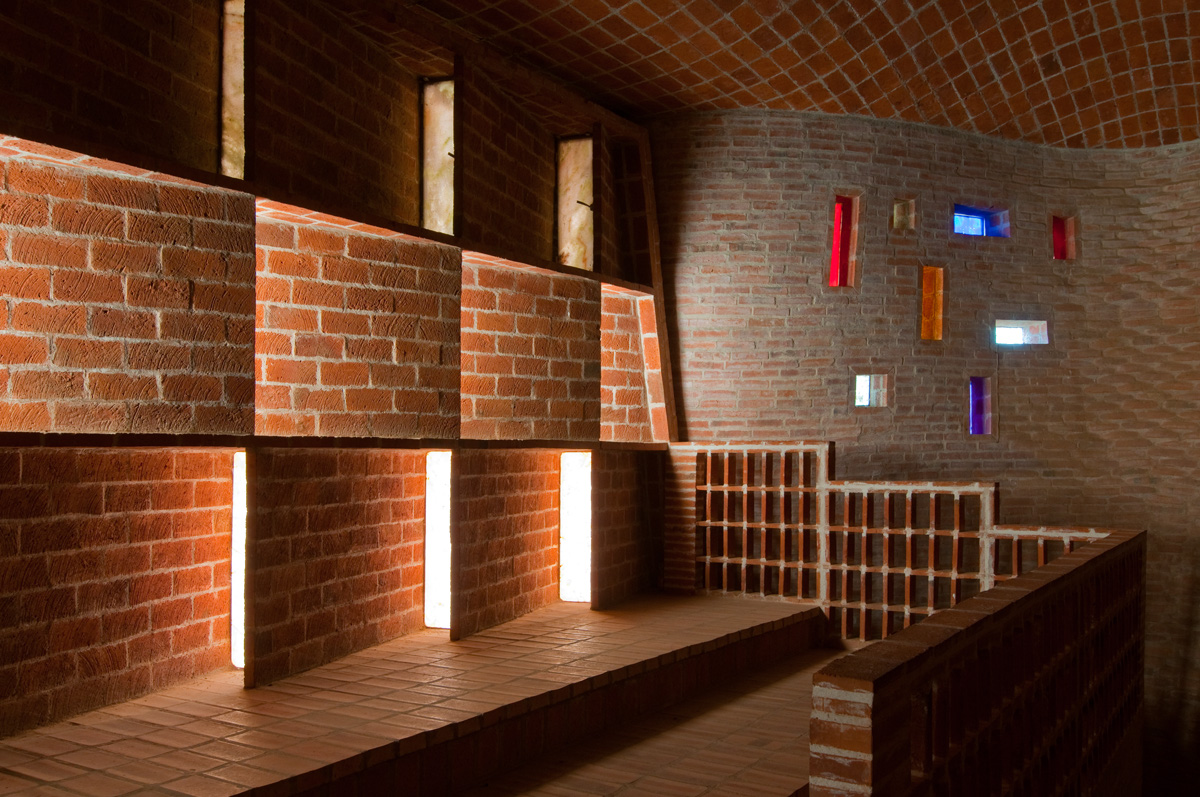
Onde e volte.

Dai suoi studi sulle volte, Dieste, è riuscito a costruire un sistema di volte in calcestruzzo armato che gli hanno permesso di sperimentare successivamente la copertura di pareti in mattoni sviluppando la tecnologia costruttiva da lui denominata "mattone armato" in analogia con il calcestruzzo armato.
Con un calcolo matematico, questo progetto ha utilizzato i mattoni come elemento portante dell'edificio, cercando di allontanarsi dai sistemi internazionali di costruzione. Secondo Dieste ”un'architettura sana non può prodursi senza un uso razionale ed economico delle materie nella costruzione”
Questa struttura leggera, dal costo simile a quello di un capannone, è un oggetto architettonico, con una grande abilità strutturale, che porta al massimo splendore le possibilità espressive del mattone.

## Contesto
Non si tratta della chiesa di una città termale per la sua popolazione turistica stagionale, ma per i suoi cittadini che derivano la loro economia dalla formazione di risorse per l'attività turistica. Il paese è, come lo descrive Dieste, “uno di quei segnalati raggruppamenti che non diventano villaggio e che mostrano, con la massiccia chiarezza dell'architettura, il disordine e l'ingiustizia delle nostre società: è una città di operai e contadini che riforniscono le terme con lattughe, muratori e ragazze di servizio”.

## Architettura

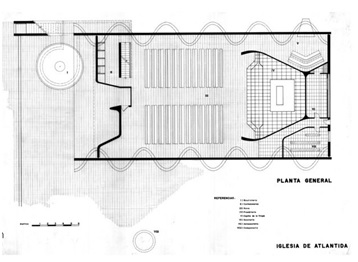
Pianta della chiesa di Cristo Operaio

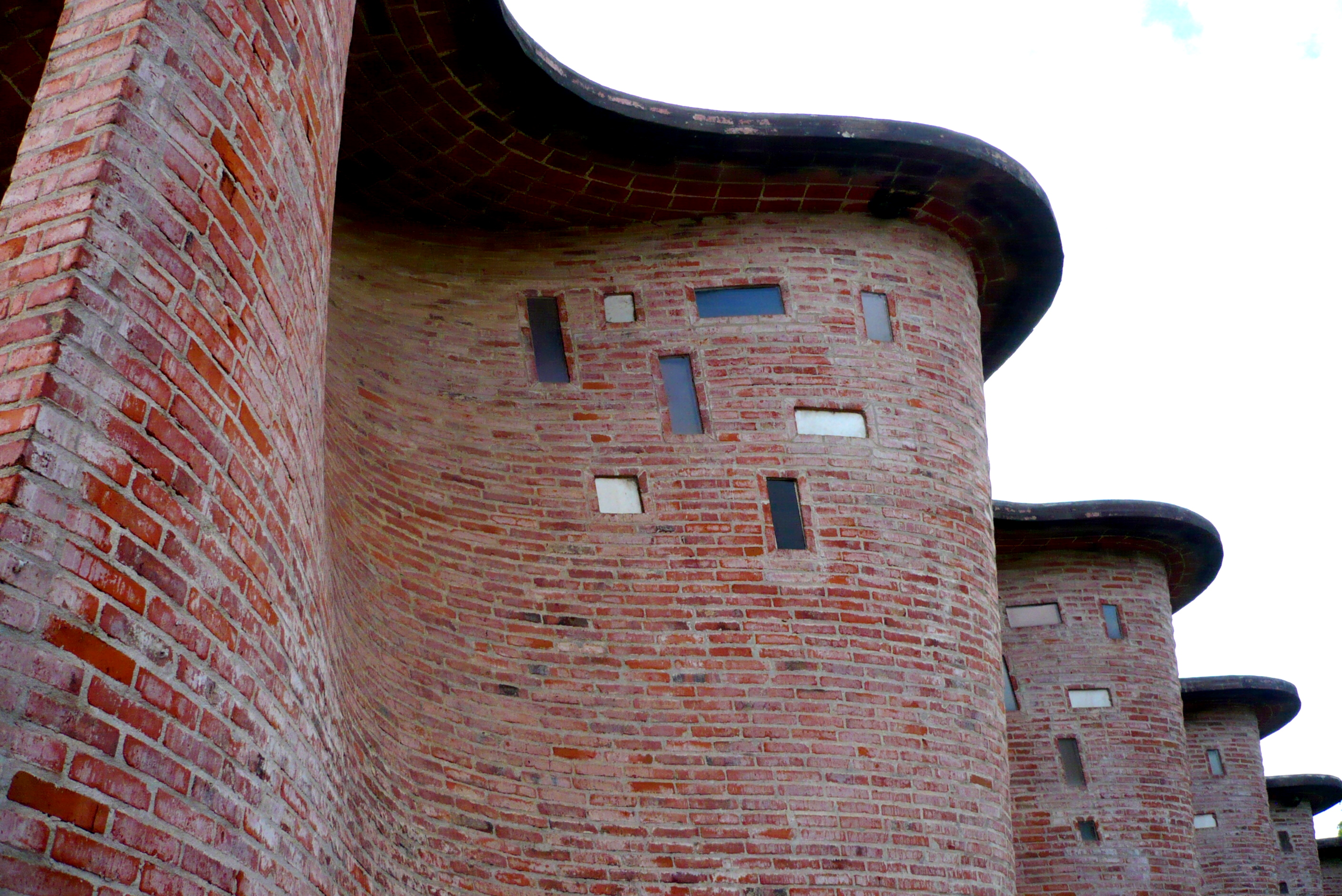
Muri di 7 metri, con onde e di sezione conoide.

La chiesa ha una navata rettangolare con una pianta di 16 x 30 metri costruita completamente con ceramica rinforzata e armature di acciaio. I suoi muri misurano 7 metri di altezza e hanno forma conoidale. La coperta possiede una ondulazione che accompagna il linguaggio del progetto.
Per il suo disegno unitario lo spazio interno acquista la forma ondulata che le danno il tetto e le pareti.
All'ingresso si trova il coro situato su un soppalco realizzato in ceramica. Questo spazio è chiuso all'esterno da un muro formato da pannelli di mattoni torniti rispetto al piano del muro. L'intenzione di questo sottile movimento è di dare l'idea di un frontone che sembra dominare la facciata principale e anche di generare sfumature acquisite dalla luce naturale, generando contrasti e gradienti all'interno.
Grazie al suo ampio spazio interno, l'edificio propone un'organizzazione in cui tutti i fedeli possono sentirsi parte della liturgia, come una chiesa unitaria. A circa 8 metri da una delle pareti laterali e poco più indietro rispetto alla facciata si eleva il campanile. Si tratta di una torre circolare di circa 3 metri di diametro e con pareti spesse 30 cm. Costruita anch'essa in ceramica, la sua geometria è cilindrica e la sua sezione è costante dalla base alla sommità.

### Costruzione dei muri
Tutto l'edificio è costruito in mattoni faccia a vista. Malta e acciaio sono stati utilizzati come elementi che rinforzano il muro di mattoni, consentendogli di essere strutturalmente attivo. Il progetto ha pareti del tipo a membrana organica a doppia curvatura che creano la stabilità necessaria per sostenere l'edificio. Le fondazioni sono state realizzate con pali di 15 cm di diametro e 5 metri di profondità. Le pareti a serpentina erano originariamente realizzate con una linea a terra e durante la costruzione le parabole furono modellate all'interno e all'esterno. Nella parte superiore è stata tracciata una linea di limite, con impalcature, per determinare le curvature delle parabole. Tra la base e la parte superiore della struttura interna sono state collocate delle generatrici che hanno guidato e formato il muro esterno consentendo di realizzare il muro dello spessore di 30 cm. Costruttivamente, il muro è costituito da una doppia lastra di mattoni con una camera d'aria, in mezzo, riempita di malta e da un'armatura di filo di ferro di 3 mm di diametro.

### Costruzione della copertura
Per il tetto è stato utilizzato lo stesso materiale delle pareti, creando un'uniformità per tutto il progetto. Con un metodo simile alla costruzione delle pareti, sono stati utilizzati ponteggi e casseforme per disporre le lastre di cemento armato con stampi riutilizzabili che ne hanno consentito l'utilizzo più volte, generando un risparmio sul lavoro e una costruzione più uniforme. L'utilizzo del laterizio ha ridotto notevolmente la quantità di materiale posato in opera, riducendo i tempi di asciugatura a poche ore. I tenditori si trovano nella parte inferiore del tetto, e quando serrati creano una copertura autoportante. Il tutto è stato rifinito con uno strato di malta isolante e ceramica.

## Patrimonio Unesco
La valutazione fatta, della sua innovazione tecnica-costruttiva e qualità architettonica, nonché del suo inserimento nell'ambiente urbano, hanno meritato che la Chiesa di Cristo Operaio di Atlántida sia stata inserita nel patrimonio dell'umanità dell'Unesco.